# Micromégas
Micromégas ist eine 1752 erschienene philosophische Erzählung Voltaires, die rückblickend als eines der ersten Werke der Gattung Science-Fiction gilt.
Die Erzählung beschreibt den Besuch eines Wesens vom Stern Sirius namens Micromégas und seines Begleiters, des Sekretärs der Akademie des Planeten Saturn, auf der Erde. Sie entwickelt die philosophische Idee der Relativität und enthält eine Kritik am Erkenntnisanspruch der Religion.

## Inhalt

### 1. Kapitel
Micromégas, ein Bewohner eines Planeten, der um den Stern Sirius kreist, misst eine Körpergröße von 24 Meilen und ist sehr intelligent. Als er ein Buch über Insekten schreibt, wird er vom Muphti seines Landes verbannt, da der sein Werk als ketzerisch und anstößig betrachtet. Daraufhin beginnt er eine Reise durch das Weltall. Auf dem Saturn macht er sich neue Freunde, darunter der Sekretär der Akademie des Saturns.

### 2. Kapitel
Der Sekretär führt mit Micromégas eine Diskussion, wie denn die Natur sei. Micromégas ist überzeugt, dass die Natur so sei, wie sie eben ist. Ihr Gespräch widmet sich danach noch dem Sinn und den Eigenschaften von Materie. Sie entschließen sich schließlich, zusammen eine philosophische Reise zu unternehmen.

### 3. Kapitel
Der Saturianer verlässt seine Geliebte. Die beiden Reisenden besuchen zuerst den Jupiter, den sie zusammen studieren. Danach kommen sie am Mars vorbei, nächtigen dort aber nicht, aus der Sorge heraus, dort keinen Platz dafür finden zu können. Letztlich landen sie auf der Erde.

### 4. Kapitel
Micromégas und der Saturianer untersuchen die Erde, können aber aufgrund ihrer enormen Größe keine Lebewesen finden. Nachdem die Diamantenkette des Saturianers zerriss, nutzen die beiden Forscher die Diamanten als Mikroskop und erkennen einen Wal im Meer. Daher realisieren sie, dass auch Lebewesen von so kleinen Ausmaßen existieren können. Am Ende entdecken sie ein Schiff.

### 5. Kapitel
Micromégas setzt das Schiff auf seinen Fingernagel und erkennt, dass es sich um kein gewöhnliches Lebewesen handelt. Der Siriusianer sieht dann zum ersten Mal die Menschen und glaubt sofort, dass er nun die Natur am Ursprung erwischt habe.

### 6. Kapitel
Der Siriusianer beginnt mit den Menschen zu kommunizieren, die, entgegen den Erwartungen des Sekretärs vom Saturn, in der Lage sind, seine Körpergröße zu bestimmen. Micromégas kommt zu dem Schluss, dass man nicht aufgrund der Körpergröße auf die Intelligenz schließen kann.

### 7. Kapitel
Micromégas hält einen Monolog, in dem er sein Unverständnis gegenüber den Kriegen der Menschen zum Ausdruck bringt. Danach stellt er ihnen diverse mathematische Fragen, die die Leute ohne Probleme beantworten können. Dann stellt er allerdings die Frage, was eigentlich die Seele sei. An dieser Stelle zitieren die Leute dann die berühmten Philosophen Aristoteles, Descartes, Malebranche, Leibniz und schließlich noch Locke. Der Siriusianer lächelt bei der Antwort des Anhängers Lockes. Sie besteht darin, dass man die ewige Macht verehre, nichts behauptet, sondern sich mit dem Glauben zufriedengibt, dass mehr Dinge existieren, als wir denken. Am Schluss verspricht Micromégas den Menschen, ein Philosophiebuch für sie zu schreiben. Dieses wird in der französischen Akademie der Wissenschaften geöffnet und der dortige Sekretär findet ein komplett weißes Buch vor.

## Hintergrund
Mit der literarischen Figur des Sekretärs der Saturn-Akademie ist die reale Person Bernard le Bovier de Fontenelle gemeint, auf dessen populärwissenschaftliches Werk Entretiens sur la pluralité des mondes (Unterhaltungen über die Vielheit der Welten) Voltaire in Micromégas anspielt.